# Black Trash: The Autobiography of Kirk Jones
Black Trash: The Autobiography of Kirk Jones — дебютный студийный альбом американского хардкор-рэпера Sticky Fingaz, выпущенный 22 мая 2001 года лейблом Universal Records. Созданный на основе сценария для фильма, этот концептуальный альбом изображает вымышленного персонажа, Кирка Джонса, преступника, только что освобождённого из тюрьмы, который пытается смириться с жизнью вне тюрьмы.
Black Trash был спродюсирован несколькими продюсерами, включая Self, Bud'da, Rockwilder, DJ Scratch, Nottz, Damon Elliott и другими. В записи альбома приняли участие X1, Black Child, Raekwon, Still Livin, Canibus, Rah Digga, Redman, Dave Hollister, Petey Pablo, Eminem, Fredro Starr (в роли Firestarr), актёр Омар Эппс и другие.
Альбом дебютировал под номером 44 в чарте Billboard 200 и под номером 10 в чарте Top R&B/Hip Hop Albums в американском журнале Billboard.

## Предыстория
В 1998 году Sticky Fingaz планировал выпустить сольный альбом на лейбле Def Jam, но согласно контракту с лейблом, Лиор Коэн мог предложить ему на запись альбома только 250 тысяч долларов. Этого было недостаточно, поэтому Стики решил выпустить альбом на другом лейбле. Для того, чтобы выйти из своего соглашения c Def Jam, ему пришлось подать заявление о банкротстве. Как только он это сделал, он уехал в Лос-Анджелес и связался с Dr. Dre. Первая песня, которую он записал с ним, был трек «Remember Me?», которая изначально предназначалась для нового альбома Dr. Dre, Chronic 2001, но в итоге она вышла на третьем альбоме Эминема, The Marshall Mathers LP. Стики планировал заключить сделку с лейблом Доктора Дре Aftermath. Но когда он вернулся в Нью-Йорк, чтобы подписать своего друга, X1, на лейбл Universal Records, он получил предложение от Universal после прослушивания новых песен Стики. Они предложили ему 800 тысяч долларов, на что он сразу же согласился.
"...Они сказали, что им нравится X1, но они хотят подписать меня. И они сделали мне предложение на 800 тысяч долларов. Дре отправился к Джимми Айовину и сказал ему, что я хочу миллион долларов, но Джимми Айовин сказал, что он даст мне только 500 тысяч долларов. Мне всегда было интересно, что бы случилось, если бы я подписал контракт с Дре вместо Universal. Но эта разница в размере 300 тысяч долларов - это деньги, которые я использовал, чтобы купить моей матери первый дом, которым она когда-либо владела за всю свою жизнь, поэтому я бы никогда не изменил это решение.»
Dr. Dre помог Sticky Fingaz придумать идею: сделать альбом, который звучал бы как фильм. Стики собирался выпустить фильм Black Trash, но никто так и не решился профинансировать его. Также он должен был отправиться в огромный тур, но за день до тура сломал ногу в ходе ссоры в баре, поэтому это отчасти испортило маркетинг, тур и дату выпуска альбома. Sticky Fingaz ходил со сломанной ногой 3 месяца.

## Запись альбома и продакшн
На треке «State Vs Kirk Jones» Sticky Fingaz сам написал все куплеты для приглашённых рэперов и раздал их каждому, но каждый внёс свои коррективы. Но Canibus написал свой куплет полностью сам. X1 и Canibus собирались подраться на студии.
Фред Дёрст из группы Limp Bizkit изначально должен был оказаться на песне «What If I Was White» (с англ. — «Что, если бы я был белым»), но он отказался участвовать в этой песне. И тогда Стики попросил Эминема, но и он тоже отказался, тогда Sticky Fingaz попросил его записать хотя бы припев для этой песни.
Группа Slipknot должна была оказаться на альбоме. Стики записал с этой группой две песни, которые так никогда и не попали на альбом: «End Of The World», записанная совместно с Кори Тейлор, и песня «Oh My God», которая первоначально была в стиле металл. Обе песни были записаны на студии Indigo Ranch в Лос-Анджелесе в июле 1999 года.
Оригинальная сольная версия «What If I Was White» была включена в микстейп 1998 года «Street Sweepers Pt. 4», выпущенный DJ Kay Slay и Dazon.
В оригинальной версии песни «Wonderful World» был совсем другой текст, но правообладателям песни Луи Армстронга «What a Wonderful World» не понравилась такая кавер-версия. После этого Sticky Fingaz написал им подробное письмо с прошением, и они дали ему разрешение при одном условии: он не мог изменить ни одного слова из песни Луи Армстронга.
Спродюсированная и записанная при участии Dr. Dre, песня «Just Do It» была записана специально для этого альбома, но так и не попала на альбом. Трек также появился на саундтреке к фильму Джона Синглтона, Малыш.

## Лирика
Альбом начинается со вступительного слова, знакомя нас с недавно выпущенным из тюрьмы Кирком Джонсом. Сцена показывает, как Кирк приходит в дом своего давнего приятеля, Брюса, и они решают куда-нибудь отправиться праздновать. В песне «My Dogz Iz My Gunz» (с англ. — «Мои псы - это мои стволы») Стики говорит о том, что его собаками являются пистолеты. Кирк Джонс со своим приятелем Брюсом приезжают в клуб, где Кирк случайно встречает около клуба своего давнего врага, с которым у него была вражда. Кирк просит поддержки у своего друга Брюса, чтобы вдвоём избить недруга, но Брюс отказывается. Вместо этого он даёт Кирку пистолет. Сэмми, враг Кирка, сидит в машине со своей девушкой, увидев Кирка, он берёт пистолет и выходит из машины, чтобы разобраться. В ходе перестрелки Кирк застрелил своего давнего врага. Кирк садится в подъехавшую к нему машину Брюса. Брюс говорит Кирку, что он ранен и что ему нужно в больницу, Кирк конечно же отказывается. После того, как Кирк застрелил своего неприятеля возле клуба, он отказывается выходить на улицу, чувствует себя непобедимым. Хороший трек с жёстким текстом, песня также показывает нам душевное состояние Кирка Джонса. Взрывной жёсткий трек. Песня «Not Die'n» (с англ. — «Я не умираю») показывает нам состояние души Кирка Джонса.
Омар Эппс играет роль совести Кирка, он рассказывает нам поток мыслей в голове Кирка Джонса, в то время как сам Кирк курит немного марихуаны спустя 2 недели после стрельбы. Кирк, придя домой, находит свой дом, ограбленным в канун Рождества. «Money Talks» (с англ. — «Деньги говорят») - это рассказ от имени самих денег. Деньги говорят о том, какую роль они играют в жизни человека. Песня действительно заставляет нас задуматься. Кирк Джонс с Брюсом приходят к торговцу оружием, чтобы купить у него пистолет. Торговец говорит Кирку, что он знает про Сэмми и что про это уже все знают. Кирк и Брюс случайно встречают старого приятеля, Dez, и немного с ним разговаривают в песне «Why» (с англ. — «Почему»). После этого Кирк убеждает своего друга Брюса немного прокатиться на машине. Брюс за рулём. Кирк просит остановиться и выходит из авто, чтобы ограбить ювелирный магазин, Брюс при этом всё время сидел в машине. После ограбления, укрываясь на авто от полиции, они попадают в аварию, и Брюс умирает.
Кирк подвергает сомнению свою жизнь в песне «Oh My God» (с англ. — «О мой Бог»). Бог отвечает на все его вопросы. Песня отражает, что происходит в голове Кирка Джонса в данный момент. Кирка арестовывают. На одном из основных моментов альбома «State Vs Kirk Jones»(с англ. — «Штат Против Кирка Джонса») Rah Digga играет роль судьи, Canibus - роль обвинителя, Redman - роль адвоката, в то время как Scarred 4 Life, Lord Superb и Guess Who изображены в качестве свидетелей. Все куплеты показывают нам весь судебный процесс. Кирк Джонс признан виновным. Омар Эппс снова играет роль совести Кирка, он рассказывает нам, что творится в голове Кирка. На этот раз Кирк размышляет о том, что привело его в тюрьму, и о людях, которых он оставил позади. Кирк заказывает телефонный разговор со своим младшим братом. В песне «Baby Brother» (с англ. — «Младший брат») Кирк пытается отговорить своего брата от выбранного им пути. Подруга Кирка навещает его в тюрьме. В то время как он думал, что она хранит себя для него, у неё есть другие новости. Кирк узнаёт, что она изменяла ему в песне «Cheatin'» (с англ. — «Измена»). Кирк встречает на свиданке своего адвоката, который сообщает ему, что ему отказано в прошении и что нужно время, чтобы вновь рассмотреть его дело.
Песня «What Chu Want» (с англ. — «Что ты хочешь») обо всём, что Кирк Джонс хотел в жизни, что и привело его в тюрьму. Стики и X1 упоминают всё, о чём вы когда-либо мечтали. После 10 лет взаперти Кирк освобождается из тюрьмы и понимает, что ему не рады на улицах после всего, что он сделал. Песня «Ghetto» (с англ. — «Гетто») - это некий комический контраст для тёмного альбома. Кирк пытается продать марихуану одному человеку, чтобы заработать немного денег после тюрьмы. В ходе беседы Кирк приставляет свой пистолет ко лбу покупателя и забирает все его деньги. «What If I Was White» (с англ. — «Что, если бы я был белым») - это ещё один комический контраст на альбоме. Стики говорит о том, насколько проще была бы его жизнь, если бы он был белым. Эминем участвует на припеве. В сцене Кирк ссорится со своей девушкой. После того, как она напоминает Кирку о его ныне покойном брате, он бьёт её. Трек «Sister I'm Sorry» (с англ. — «Сестра, мне жаль») очень напоминает трек Тупака «Keep Ya Head Up». Кирк говорит о сильных женщинах и извиняется за всё зло, которое делают мужчины. Хороший припев. В конце трека Кирк грабит и убивает ещё одного владельца магазина. Кирк убегает от полицейских в песне «Get It Up» (с англ. — «Вставай»). В сцене Кирк и Фредро грабят и убивают прохожего.
Совесть Кирка, рассказанная Омаром Эппсом, размышляет о том, что он снова вернётся в тюрьму, но на этот раз он предпочёл бы умереть. В конце песни «Licken Off In Hip Hop» (с англ. — «Взбучка в хип-хопе») полиция находит Кирка. Вместо того, чтобы стрелять в полицейских, он поворачивает пистолет на себя. В конце альбома Стики перепел песню Луи Армстронга «Wonderful World» (с англ. — «Как прекрасен этот мир»).

## Релизы
Промо версия альбома Black Trash состояла из 34 треков, выпущенных в ноябре 2000 года, и имела некоторые отличия от официальной версии. Песня «What If I Was White» (с англ. — «Что, если бы я был белым») звучала так же, но на ней ещё не было Эминема. Есть также несколько различных скетчей, которые не существуют в финальной версии, и названия песен отличаются от основного релиза. Кроме того, на промо версии представлена нецензурная версия песни «Wonderful World».
Лейбл Universal Records переносил дату выхода альбома 4 раза, потому что на улицах продавалась пиратская копия альбома. Первая дата выпуска альбома была запланирована на Хэллоуин, 31 октября 2000 года, затем дата выхода была перенесена на 21 ноября 2000 года, после была отложена до февраля 2001 года, и альбом был окончательно выпущен 22 мая 2001 года.
Кроме того, в сентябре 2000 года Universal Records выпустил на CD промо-сэмплер Scenes From The Album Black Trash (The Autobiography Of Kirk Jones) с 7 отрывками из альбома.
В 2001 году лейбл Universal Records выпустил на виниле промо-сэмплер Selections From The Album Blacktrash: The Autobiography Of Kirk Jones (Clean Versions) с чистыми версиями 6 треков из альбома.
Sticky Fingaz исполнял вживую песни с альбома Black Trash только в апреле 2001 года, когда он был в туре с Royce Da 5'9" и Nelly.

## Приём критиков
| Оценки критиков | Оценки критиков                                                          |
| Источник        | Оценка                                                                   |
| --------------- | ------------------------------------------------------------------------ |
| AllMusic        | [ 16 ]                                                                   |
| HipHopDX        | [ 17 ]                                                                   |
| The Source      | 4 из 5 звёзд · 4 из 5 звёзд · 4 из 5 звёзд · 4 из 5 звёзд · 4 из 5 звёзд |
| RapReviews      | [ 18 ]                                                                   |
| Vibe            | [ 19 ]                                                                   |
| Rolling Stone   | [ 20 ] [ 21 ]                                                            |
| Uncut           | [ 21 ]                                                                   |
| NME             | [ 21 ] [ 22 ]                                                            |
| RateYourMusic   | [ 23 ]                                                                   |

Black Trash: The Autobiography of Kirk Jones получил положительные оценки от музыкальных критиков. Мэтт Конавей из музыкальной базы данных AllMusic дал альбому 3 звезды из 5, сказав «…Созданный на основе сценария для фильма, Black Trash рассказывает о испытаниях и страданиях Кирка Джонса, невезучего глупца, которому всегда удаётся найти неприятности. Тем не менее, трудно почувствовать симпатию к персонажу, поскольку он — человек, который в ходе этого альбома демонстрирует малое уважение к человеческой жизни, убивает своего лучшего друга, бьёт свою жену и бросает своего ребенка. Black Trash — это эмоциональные американское горки, которые затрагивают типичную историю борьбы добра и зла.»
Джонни Блейз из Review Hip-Hop дал альбому 89 звёзд из 100, и прокомментировал «… Black Trash и по сей день остаётся преступно недооценённым. Стики показывает, что вы можете быть бандитом и по-прежнему иметь сердце. И хотя было сказано много о концептуальных альбомах, с Black Trash вы действительно чувствуете себя так, как будто вы смотрите фильм. И, как и все хорошие фильмы, Black Trash очень креативен, ведь здесь действительно много уникальных песен. После того, как вы, наконец, послушаете альбом, вы не забудете его, и влюбитесь в него».
J-23 из HipHopDX дал альбому 3 звезды из 5, утверждая, что «…Этот альбом показал гораздо больше зрелости, чем его участие в группе Onyx. Стики имеет потенциал быть одним из лучших эМСи в хип-хопе, а не только в гангста-рэпе».
Стив «Флэш» Джуон из RapReviews дал альбому восемь с половиной звёзд из десяти, и заявил, что «…Несмотря на длительные задержки с выходом альбома, сольная работа Sticky Fingaz действительно достойна ожидания — и ценится на вес золота».
Нейл Драмминг из журнала Vibe дал альбому три с половиной звезды из пяти, и написал, что «…На своём первом сольном альбоме, захватывающем вымышленном рассказе о жизни бывшего заключённого, Стики находит баланс между актёрством и рэпом. Black Trash доказывает, что Sticky Fingaz гораздо более продуманный, чем раньше. Даже если он больше не сумасшедший, по крайней мере, он всё ещё может вести себя подобающе».
Джермейн Холл из журнала The Source дал альбому четыре звезды из пяти, и прокомментировал "... Этот альбом, пожалуй, самая визуальная хип-хоп-работа нового тысячелетия, кинематографический опыт. Под влиянием голливудских обещающих высокую отдачу сценариев Стики объединяет 34 трека, главную роль в которых играет Кирк Джонс (его настоящее имя). И, несмотря на объёмное время звучания, Black Trash - это сокровище хип-хопа» (The Source Magazine, Issue #135 - Декабрь 2000 года).
Крис Экс из журнала Rolling Stone дал альбому три звезды из пяти, и написал «… Альбом имеет несколько хороших моментов… Альбому удаётся принести новые идеи и энергию в рэп-игру» (Rolling Stone Magazine, Issue #862 - 15 февраля 2001 года, страница  78).
Журнал Uncut дал альбому четыре звезды из пяти, сказав «… Необычная пластинка Кирка Джонса заслуживает переоценки: здесь полный набор, начиная от сатирического беспредела до сближения с Евангелием…» (Uncut Magazine, Issue 51 - Август 2001 года, страница 112).
Журнал New Musical Express дал альбому семь звёзд из десяти, и заявил, что «…Это должно было случиться. Разочарованный актёр/режиссёр, к тому же и рэпер, не мог быть подавлен ещё дольше. В конце концов, кто-то собирался появиться с грандиозным, оперным, информационно перегруженным спектаклем из концептуального альбома. И это именно то, что сделал бывший фронтмен Onyx, Sticky Fingaz. Всё это складывается в магический реализм, стиль хип-хопа…» (NME Magazine, 9 июня 2001 года, страница 40).
Хао Нгуен из Stop Break сказал: «Вы удивитесь уровню глубины и искренности, который Стики сумел собрать».

## Публикации в изданиях
В 2013 году французский сайт SensCritique поместил альбом в свой список Концептуальный хип-хоп-альбом.
В 2013 году американский хип-хоп-сайт The Word Is Bond отметил альбом в своём списке 10 лучших концептуальных хип-хоп-альбомов.
В 2014 году журнал Complex занёс альбом в свой список 7 концептуальных рэп-альбомов, на основе которых сделали бы хорошие фильмы.
В 2016 году американский хип-хоп-сайт HotNewHipHop поместил альбом в свой список 10 лучших повествовательных рэп-альбомов, сказав, что «Как и альбом Prince Paul 'A Prince Among Thieves', 'Black Trash' знакомит нас с историей вымышленного, но правдоподобного персонажа по имени Кирк Джонс, и, как на альбоме Ready To Die, всё начинается с того, что главный герой выходит из тюрьмы».
В 2016 году база метаданных RateYourMusic занесла альбом в свой список 25 лучших концептуальных хип-хоп-альбомов всех времён.
В 2017 году сайт о виниловых пластинках Vinyl Me, Please поместил альбом в свой список 10 лучших концептуальных хип-хоп-альбомов, которые выходили на виниле.
В 2018 году американский хип-хоп-сайт Hip Hop Golden Age поместил альбом в свой список 15 лучших концептуальных хип-хоп-альбомов, добавив «Blacktrash - отлично выполненный концептуальный альбом, который заслуживает места в любой уважающей себя музыкальной коллекции поклонников хип-хопа».
| Издание            | Страна  | Похвала                                                                    | Год  | Позиция |
| ------------------ | ------- | -------------------------------------------------------------------------- | ---- | ------- |
| SensCritique       | Франция | Концептуальный хип-хоп-альбом                                              | 2013 | *       |
| The Word Is Bond   | США     | 10 лучших концептуальных хип-хоп-альбомов                                  | 2013 | 5       |
| Complex            | США     | 7 концептуальных рэп-альбомов, на основе которых сделали бы хорошие фильмы | 2014 | *       |
| HotNewHipHop       | США     | 10 лучших повествовательных рэп-альбомов                                   | 2016 | *       |
| RateYourMusic      | США     | 25 лучших концептуальных хип-хоп-альбомов всех времён                      | 2016 | 17      |
| Vinyl Me, Please   | США     | 10 лучших концептуальных хип-хоп-альбомов, которые выходили на виниле      | 2017 | *       |
| Hip Hop Golden Age | США     | 15 лучших концептуальных хип-хоп-альбомов                                  | 2018 | 7       |

## Список композиций
| #  | Название                    | Исполнитель | Продюсеры                                  | Семплы                                                                              | Длительность |
| -- | --------------------------- | --- | ------------------------------------------ | ----------------------------------------------------------------------------------- | ------------ |
| 1  | «Intro»                     | - Sticky Fingaz |                                            | - «Universal Pictures Fanfare» by Jerry Goldsmith                                   | 1:47         |
| 2  | «Come On»                   | - Вступление/Припев: Sticky Fingaz - Первый/Второй/Третий куплет: Sticky Fingaz                                                  | Self                                       | - «Oh Love» by Creative Source                                                      | 4:26         |
| 3  | «My Dogz Iz My Gunz»        | - Припев 1: Sticky Fingaz - Переход 1/Переход 2: Sticky Fingaz - Первый/Второй куплет: Sticky Fingaz - Припев 2: Black Child     | Bud’da Joe Naughty Shamello                |                                                                                     | 4:25         |
| 4  | «Not Die’n»                 | - Первый/Второй куплет: Sticky Fingaz - Припев: Sticky Fingaz                                                                    | Self                                       | - «Beware Of The Man (With The Candy In His Hand)» by The Dramatics                 | 2:21         |
| 5  | «Kirk Jones Conscience»     | - Omar Epps - Скит: Sticky Fingaz                                                                                                |                                            | - «Get Outta Yourself» by Rupert Holmes                                             | 1:37         |
| 6  | «Money Talks»               | - Вступление: Raekwon - Первый/Второй/Третий куплет: Sticky Fingaz - Припев: Raekwon                                             | Rockwilder                                 |                                                                                     | 4:34         |
| 7  | «Why»                       | - Первый куплет: Sticky Fingaz, Still Livin и X1 - Припев: Still Livin - Второй/Третий куплет: Sticky Fingaz, X1 и рассказчик    | DJ Scratch                                 |                                                                                     | 4:57         |
| 8  | «Oh My God»                 | - Sticky Fingaz | Self, Sticky Fingaz                        | - «Return From the Ashes Theme» by John Dankworth                                   | 4:26         |
| 9  | «State vs. Kirk Jones»      | - Первый куплет: Rah Digga, Canibus, Superb, Redman, Scarred 4 Life - Второй куплет: Rah Digga, Redman, Guess Who, Sticky Fingaz | Nottz                                      |                                                                                     | 4:15         |
| 10 | «Kirk Jones Conscience II»  | - Omar Epps |                                            | - «Get Outta Yourself» by Rupert Holmes                                             | 0:48         |
| 11 | «Baby Brother»              | - Первый/Второй куплет: Sticky Fingaz - Припев: Dave Hollister                                                                   | DJ Scratch                                 | - «Say It Again» by Danny Pearson                                                   | 5:40         |
| 12 | «Cheatin'»                  | - Вступление: Sticky Fingaz - Первый/Второй куплет: Sticky Fingaz - Припев: Sticky Fingaz                                        | Rockwilder                                 |                                                                                     | 4:00         |
| 13 | «What Chu Want»             | - Припев: Sticky Fingaz, X1 - Первый куплет: X1 - Второй куплет: Sticky Fingaz                                                   | Bud’da, Chuckie Madness, Epitome, Shamello |                                                                                     | 4:15         |
| 14 | «Ghetto»                    | - Вступление: Sticky Fingaz - Припев: Sticky Fingaz, Petey Pablo - Первый/Второй куплет: Sticky Fingaz                           | Bud’da, Fran Lover, Shamello, Spydaman     |                                                                                     | 4:18         |
| 15 | «What If I Was White»       | - Вступление: Eminem, Sticky Fingaz - Припев: Eminem - Первый/Второй/Третий куплет: Sticky Fingaz                                | Damon Elliott                              |                                                                                     | 4:33         |
| 16 | «Sister I’m Sorry»          | - Вступление: Sticky Fingaz, Choclatt - Первый/Второй куплет: Sticky Fingaz - Припев: Choclatt                                   | Big D Evans, Sticky Fingaz                 |                                                                                     | 4:28         |
| 17 | «Get It Up»                 | - Вступление: Fredro Starr - Припев: Sticky Fingaz, Fredro Starr - Первый/Второй/Третий куплет: Sticky Fingaz                    | DJ Scratch                                 | - «Jackin for Beats» by Sticky Fingaz                                               | 3:59         |
| 18 | «Kirk Jones Conscience III» | - Omar Epps |                                            | - «Get Outta Yourself» by Rupert Holmes                                             | 0:36         |
| 19 | «Licken Off In Hip Hop»     | - Припев: Sticky Fingaz, Columbo the Shining Star - Первый/Второй куплет: Sticky Fingaz                                          | Mike «Punch» Harper                        |                                                                                     | 4:15         |
| 20 | «Wonderful World»           | - Sticky Fingaz | Big D Evans, Sticky Fingaz                 | - «What a Wonderful World» by Louis Armstrong - «Incarcerated Scarfaces» by Raekwon | 2:11         |

## Невошедший материал
- «What If I Was White» (original solo version) (1998)
- «End Of The World» (feat. Corey Taylor of Slipknot) (July 1999)
- «Oh My God» (feat. Corey Taylor of Slipknot) (original metal version) (July 1999)
- «What If I Was White» (without Eminem) (2000)
- «Wonderful World» (original dirty version) (2000)
- «Just Do It» (feat. Dr. Dre) (2000)

## Участники записи
Участники записи для альбома Black Trash: The Autobiography of Kirk Jones взяты из сайта AllMusic и буклета компакт-диска.
| - Sticky Fingaz — исполнитель/вокал/продюсер/исполнительный продюсер/арт дирекция/компиляция/редактирование/секвенсор/ менеджер по производству - Blackchild — исполнитель - Raekwon — исполнитель - Still Livin — исполнитель - X1 — исполнитель - Canibus — исполнитель - Guess Who — исполнитель - Rah Digga — исполнитель - Redman — исполнитель - Scarred 4 Life — исполнитель - Superb — исполнитель - Dave Hollister — исполнитель, вокал - Petey Pablo — бэк-вокал - Eminem — исполнитель - Choclatt — исполнитель | - Firestarr — исполнитель - Columbo The Shining Star — исполнитель - Self — продюсер - Rockwilder — продюсер - DJ Scratch — продюсер - Dominick «Nottz» Lamb — продюсер - Buddah — продюсер - Joe Naughty — продюсер - Shamello — продюсер - Chuckie Madness — продюсер - Epitome — продюсер - Fran Lover — продюсер - Spyda Man — продюсер - Damon Elliott — продюсер - Big D Evans — продюсер - Mike «Punch» Harper — продюсер - Elaine Lee — A&R координатор - Dino Delvaille — A&R дирекция, исполнительный продюсер | - Bento Design — арт дирекция - Sandy Brummels — арт дирекция - Tony Prendatt — компиляция/редактирование/секвенсор/ менеджер по производству - Bento Design — дизайн - Andy Tavel Law Group — юрисконсульт - Steve Lobel — менеджмент - Mike Fossenkemper — мастеринг - Ken «Duro» Ifill — сведение - Brian Stanley — сведение - Dave «Hard-Drive» Pensado — сведение - Dave Guerrero — ассистент по сведению - Rick Travali — сведение - Tommy Uzzo — сведение - John Eder — фотограф - Steve Eigner — инженер звукозаписи - Omar Epps — голос актёра |

## Чарты

### Еженедельные чарты
| Чарт (2001)                            | Высшая позиция |
| -------------------------------------- | -------------- |
| США (Billboard 200)                    | 44             |
| США (Billboard Top R&B/Hip-Hop Albums) | 10             |
| UK Albums (Official Charts Company)    | 161            |

### Синглы
| 2000 | Get It Up | 43 | 77 |